# Пеллиццано
Пеллиццано (итал. Pellizzano) — коммуна в Италии, располагается в провинции Тренто области Трентино-Альто-Адидже.
Население составляет 811 человек (2011 г.), плотность населения составляет 20 чел./км². Занимает площадь 39 км². Почтовый индекс — 38020. Телефонный код — 0463.
В коммуне 12 сентября особо празднуется Рождество Пресвятой Богородицы.

## Демография
Динамика населения:

## Администрация коммуны
- Официальный сайт: